# Hugo Bleicher
Pour les articles homonymes, voir Bleicher.
Hugo Bleicher (né le 9 août 1899 à Tettnang, mort en août 1982) était un agent de l’Abwehr pendant la Seconde Guerre mondiale, connu pour avoir démantelé plusieurs réseaux de résistance en France, notamment :
- le réseau INTERALLIÉ, créé par Roman Czerniawski « Armand », dépendant de la centrale de renseignements polonaise à Londres (liée au MI 6),
- le réseau AUTOGIRO, dirigé par Pierre de Vomécourt « Lucas », dépendant du Special Operations Executive, section F.
- le réseau SPINDLE, dirigé par Peter Churchill « Raoul », dépendant du Special Operations Executive, section F.
- le réseau DONKEYMAN, dirigé par Henri Frager « Jean-Marie », dépendant du Special Operations Executive, section F.

Dans la Wehrmacht, il eut jusqu'à la fin de la guerre le rang modeste de Feldwebel (équivalent de sergent ou adjudant). Il eut pour alias « Colonel Henri » (se prétendant antinazi), « Monsieur Jean », « Jean Castel », « Jean Verbeck » (ou « Weerbeck »), « Bothereau », « Esbach », « Franz ».

## Biographie
1899. Hugo Ernst Bleicher naît le 9 août à Tettnang, Wurtemberg, près du lac de Constance.
Étudiant à l'université de Ravensburg.

### Première Guerre Mondiale
Hugo Bleicher est affecté comme soldat au corps des pionniers. Il est capturé par l'armée britannique dans la Somme et interné au camp 165 à proximité d'Abbeville. Durant sa captivité, il réussira par quatre fois à s'échapper sans jamais pouvoir atteindre les lignes allemandes.

### Entre-deux-guerres
1919. Bleicher est interprète à la Compagnie des chemins de fer français, à Wiesbaden. Il exerce de nombreux métiers, en Allemagne et au Maroc.

### Seconde Guerre mondiale
1939. Bleicher est affecté comme interprète à la Geheime Feldpolizei (police secrète de campagne), à Duisbourg.
1940.
- Juin. Il passe à La Haye avec son service.
- Juillet. Il part pour la France, à l’Hermitage (Ambenay, Orne). Fin juillet, départ pour Paris pour assurer la couverture policière de la visite du Führer.
- Août. Le service est divisé en groupes ; Bleicher est rattaché au GFP 312, à Caen. Il fait la connaissance de Suzanne Laurent, qui devient sa maîtresse et le suivra jusqu’à la fin de la guerre.
- Septembre. Il est affecté à Saint-Lô comme interprète. Sous la conduite du commissaire Bauer, sont créés quatre secrétariats, composés d’un secrétaire (avec le rang de lieutenant), de deux ou trois policiers auxiliaires, d’interprètes qualifiés et d’un chauffeur. Bleicher est un policier auxiliaire pour le secrétaire Tornau.

1941.
- Mars. Il est muté à Cherbourg.
- 23 octobre. En poste à Cherbourg, Bleicher est recruté comme agent secret de l’Abwehr : le capitaine Erich Borchers, rattaché à l'antenne Abwehr de Saint-Germain-en-Laye, ne parvient pas à progresser dans une affaire d’espionnage, étant gêné par l’inefficacité du GFP-Luft (police secrète Air) chargé de l’affaire. Borchers le met immédiatement au travail comme enquêteur sur ce qui devient l’affaire INTERALLIÉ.
- 17 novembre. Le 3, il arrête Robert Kiffer. Le 17, il arrête Roman Czerniawski et d'autres agents du réseau INTERALLIÉ, dont Mathilde Carré, « la Chatte » qui, devenue sa maîtresse, lui livre de nombreux noms. Promu Sonderführer, il est muté à la direction de l'Abwehr III F (hôtel Lutetia). Il réussit à prendre des émetteurs et à retourner des opérateurs, ce qui lui permet d'engager un Funkspiel (jeu radio) avec Londres.
- 25 décembre. Au George V, sous les yeux de Bleicher, Mathilde Carré est présentée par Michel Brault à Pierre de Vomécourt qui demande l'aide de son radio pour faire passer des messages à Londres. Bleicher espère engager un nouveau Funkspiel avec le SOE.

1942.
- Pierre de Vomécourt soupçonne Mathilde Carré, et finit par l'accuser. Elle s'effondre et promet de se racheter et de « prendre sa revanche sur les Boches ! »
- 26 février. Dans la nuit du 26 au 27, Mathilde Carré et Pierre de Vomécourt rentrent au Royaume-Uni à bord d'une vedette britannique, sous la surveillance discrète de l'Abwehr. Ils ont fait croire à Bleicher qu'ils doivent ramener un général britannique pour qu'il participe à une réunion avec la Résistance française.
- 25 avril. Bleicher arrête Pierre de Vomécourt, qui est revenu en France (parachutage du 1er avril). Cela entraîne l'arrestation de Mathilde à Londres.
- 14 juillet. Avec l'accord de l'Abwehr Berlin (Amiral Canaris), Bleicher organise la mise en scène de l'évasion de Czerniawski, au cours d'un transfert entre Fresnes et Paris. Il s'attend à ce que, depuis Londres, Czerniawski lui serve d'espion idéal sous le pseudo Hubert. Or, une fois arrivé à Londres, Czerniawski se met au service du MI 5, où il devient un agent XX sous le pseudo Brutus.

1943.
- 16 avril. Bleicher arrête Peter Churchill, chef du réseau SPINDLE et Odette Sansom, son courrier[2].

1944.
- Avril. Il part en inspection à Charleville, Dijon, Auxerre.
- Juillet, Bleicher arrête Henri Frager, chef du réseau DONKEYMAN.

1945.
- Mars. Il est envoyé à Amsterdam, rattaché au FAK 365 sous les ordres de Mulang.
- Juin. Le 15, Bleicher est arrêté à Amsterdam par la Résistance néerlandaise et remis aux autorités britanniques. Il sera détenu plusieurs années au camp de Colchester, Essex.

Vera Atkins, qui enquête sur le sort des 118 agents de la section F disparus en territoire ennemi, n'aura droit qu'à une heure d'entretien avec lui.

### Après-guerre
1954. Publication des mémoires de Bleicher : Colonel Henri's Story.
1967. Les anciens adversaires, Bleicher et Czerniawski, se rencontrent à Paris. 
1982. Terminant ses jours petit commerçant dans la région de Constance, il meurt en août 1982.

### Œuvre
- Colonel Henri's Story, William Kimber, 1954

## Dans la culture populaire

### Télévision
- 1974 : La Trahison de Alain Boudet. Le personnage de Klaux Six, officier de l'Abwehr qui se fait passer pour un colonel antinazi de la Wehrmacht pour s'introduire dans un réseau de Résistance s'inspire de Bleicher. C'est Claude Vernier qui interprète le personnage.

### Sources
- Dominique Venner, Histoire critique de la Résistance, Paris, Pygmalion/G. Watelet, coll. « rouge et blanche », 1995, 500 p. (ISBN 978-2-85704-444-4, OCLC 246267091).
- Patrice Miannay, Dictionnaire des agents doubles dans la Résistance, Paris, Cherche midi, coll. « Documents », 2005 (réimpr. 352), 352 p. (ISBN 978-2-7491-0456-0, OCLC 62418213).

### Autres références
- Major Erich Borchers, Abwehr contre Résistance, traduit de l'allemand par René Breiz, copyright by « Le Livre Contemporain », Amiot-Dumont, 1949 ; rééd. coll. « J’ai lu leur aventure », no A189, textes de présentation de Rémy et de Félix Debyser, Éditions J'ai lu, 1968. Dans cet ouvrage, la plupart des noms sont changés : Hugo Bleicher devient Bastian ; Erich Borchers devient Bernhardi ; etc.
- (de) Erich Borchers, Monsieur Jean, die Geheimmission eines Deutschen, Adolf Sponholtz Verlag, 1951 ; une traduction française est consultable au Service historique de la Défense, à Vincennes, sous la référence 4°/30330.
- Gordon Young, L'Espionne no 1 : Celle qu'on appelait la Chatte, Arthème Fayard, 1957 ; rééd. collection « J'ai lu leur aventure » N°A60, Éditions J'ai lu, 1964.
- Janusz Piekałkiewicz, Les Grandes Réussites de l'espionnage., Fayard et Paris-Match, 1971.